# کوروتروفوس

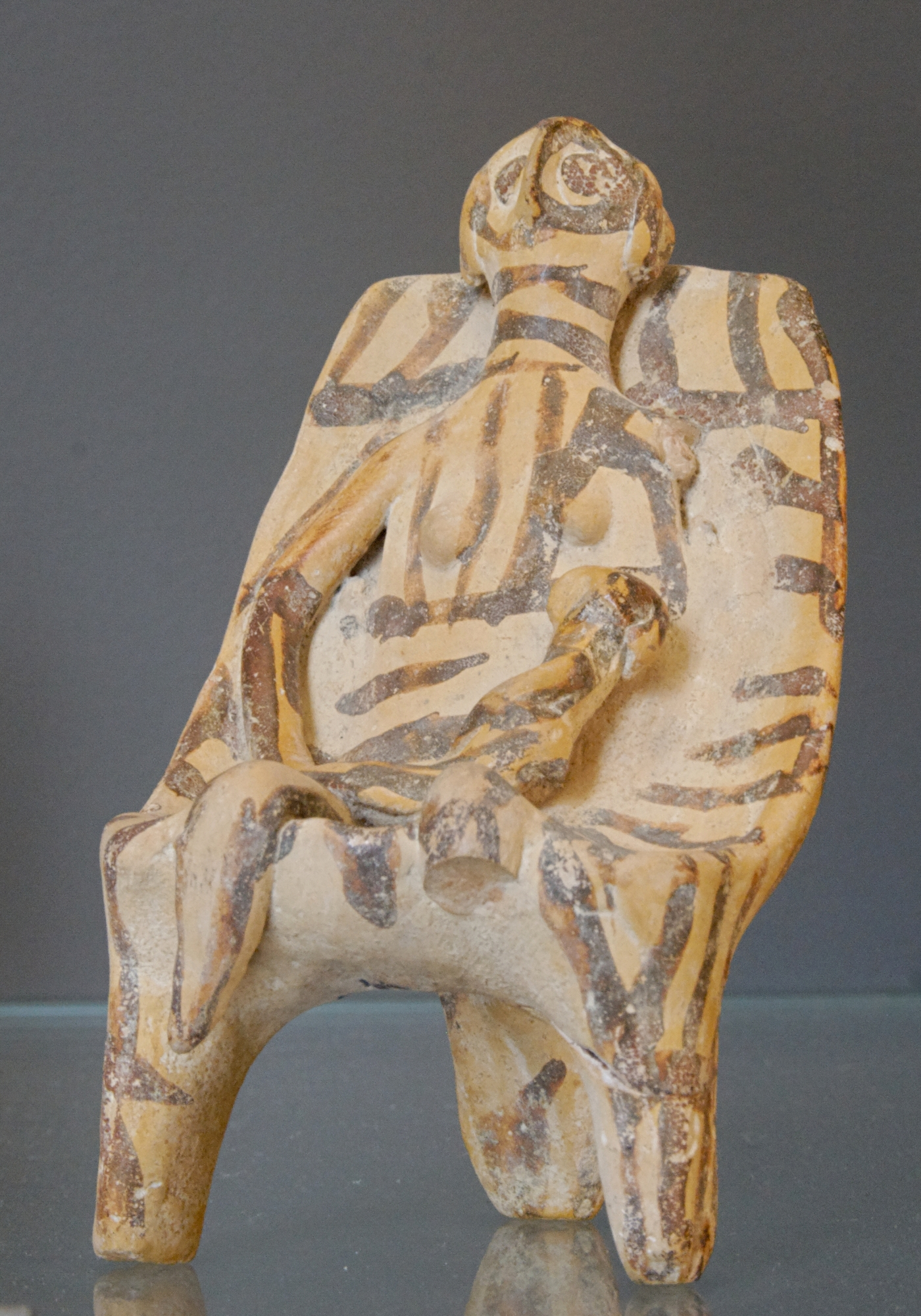
فیگورین کوروتروف متعلق به میکنای متاخر (حدود ۱۳۶۰ پیش از میلاد) (لوور)

کوروتروفوس (یونانی: κουροτρόφος "پرورش دهنده کودک") نامی است که در یونان باستان به خدایان و الهه‌هایی که ویژگی‌های آنها توانایی محافظت از جوانان را شامل می‌شد، می‌دادند. خدایان متعددی مانند آتنا، آپولون، هرمس، هکات، آفرودیت، آرتمیس، ایلیتییا، دمتر، گایا، قیفسوس و آسکلپیوس با نام‌های دیگر نامیده می‌شوند. آنها معمولاً در حالی به تصویر کشیده می‌شدند که نوزادی را در آغوش گرفته بودند.
کوروتروفوس همچنین نام الهه یا الهه‌هایی بود که به‌طور مستقل در زیارتگاه‌های خود پرستش می‌شدند. به عنوان مثال، کوروتروفوس خدای شهر آتن بود، اما در میان خدایان اصلی المپ قرار نداشت. او به عنوان محافظ کودکان و نوجوانان ظاهر شد و پناهگاهی به نام او به افتخار این فرقه، به اصطلاح کوروتروفیون، ساخته شد. کوروتروفوس یکی از چهره‌های اصلی فرقه بود که در گروه‌های قربانی مرتبط با باروری و مراقبت از کودکان ظاهر می‌شد.
کوروتروفوس شبیه Dea Gravida است، که مجسمه‌هایی هستند که نشان دهنده یک الهه یا زنی است که به وضوح باردار است.

## مجسمه‌ها

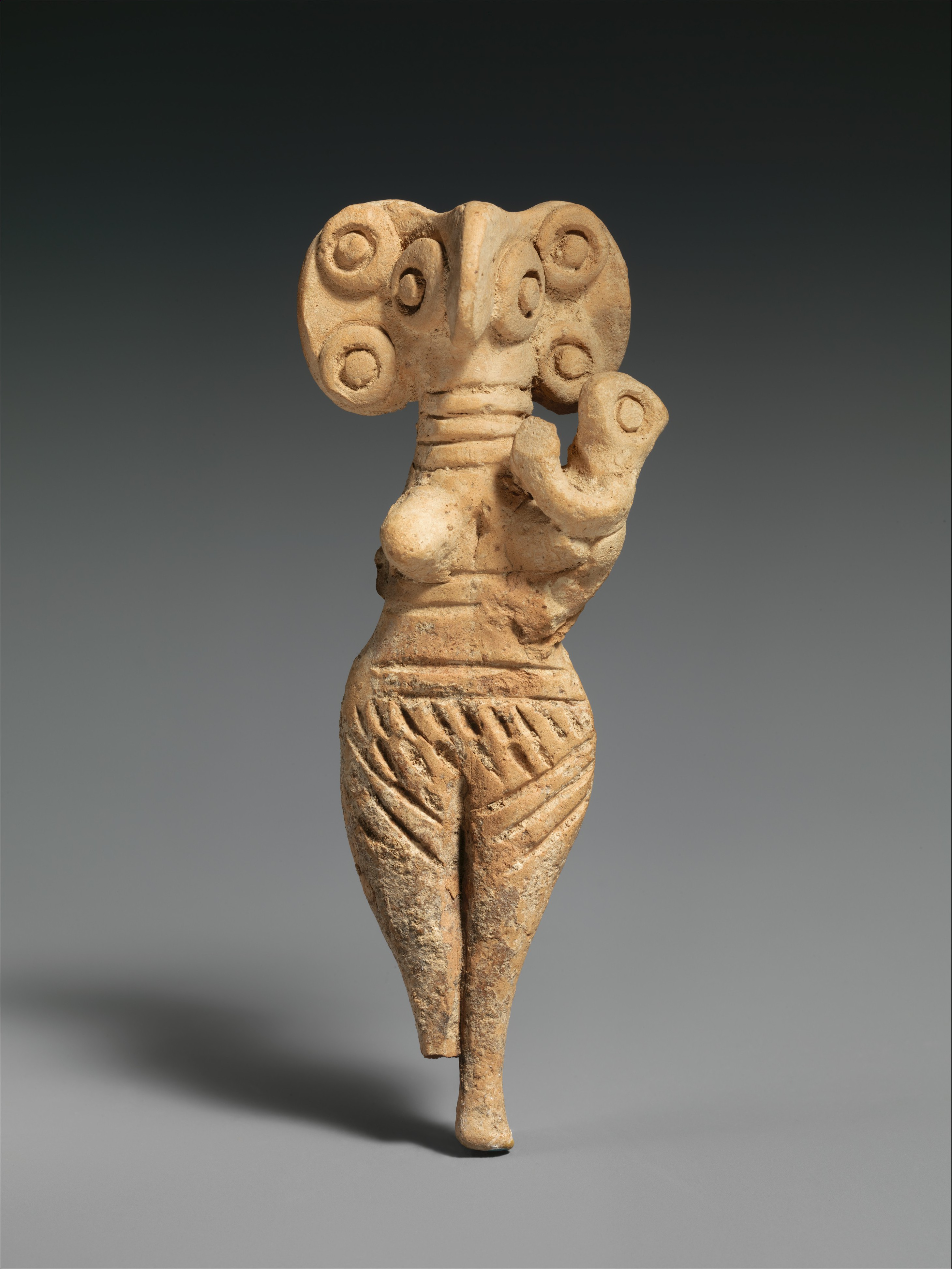
کوروتروفوس قبرسی سفالی که یک خدا با سر پرنده به پرنده را به تصویر می‌کشد، حدوداً ۱۴۵۰–۱۲۰۰ قبل از میلاد (موزه هنر متروپولیتن)

اصطلاح کوروتروفوس (جمع کوروتروفوی) یا صفت کوروتروفیک برای توصیف مجسمه‌های زنانه به تصویر کشیده شده با نوزادان استفاده می‌شود که ممکن است زنان فانی یا خدایان را به تصویر بکشند. این مجسمه‌ها به عنوان نمادهای باروری در نظر گرفته شده‌اند. قبرس به دلیل تولید شکل تخته ای کوروتروفوس در (تقریباً ۲۰۰۰–۱۸۰۰ قبل از میلاد) قابل توجه بود. بیشتر کوروتروفوی‌های این دوره بین ۲۰ تا ۳۰ سانتی‌متر ارتفاع داشتند و از مواد مختلفی مانند سنگ آهک و سفال ساخته می‌شدند. آنها نوزادان را که معمولاً در داخل تخته‌های گهواره قرار دارند، روی شانه چپ خود نگه می‌دارند. حداقل دو پیکر قبرسی از این دوره وجود داشته‌است که این پیکر را در حال پرستاری از یک نوزاد نشان می‌دهد و دو پیکره که در حالی که کودک شیرخوار را بر روی دامن خود نشسته‌اند به تصویر کشیده شده‌است. در حال حاضر، تمام پیکره‌های کوروتروفیک که محل کشف آن‌ها مشخص است، در مقبره‌ها یافت شده‌اند، با این حال، این بدان معنا نیست که آنها منحصراً برای نشان دادن مرگ/زندگی پس از مرگ مورد استفاده قرار می‌گرفتند، زیرا اطلاعاتی دربارهٔ مکان پیدا شدن بیشتر مجسمه‌ها وجود ندارد. علاوه بر این، به‌طور کلی، پیکره‌های تخته‌ای، نه منحصراً کوروتروفوی، با کمتر از ۱۰ درصد از تدفین‌های عصر برنز مرتبط بوده‌اند و برخی نشانه‌هایی مانند تعمیرات نشان می‌دهند که از آنها در زندگی روزمره استفاده می‌شده‌است.